# Жан-П'єр Блан
Жан-П'єр Блан (фр. Jean-Pierre Blanc; 23 квітня 1942 — 21 травня 2004) — французький кінорежисер і сценарист. Зняв шість фільмів між 1972 і 1993 роками. Отримав Срібного ведмедя за найкращу режисуру на 22-му Берлінському міжнародному кінофестивалі за фільм «Стара діва» (La Vieille Fille).